# Paramesius claviscapus
Paramesius claviscapus är en stekelart som beskrevs av Thomson 1858. Paramesius claviscapus ingår i släktet Paramesius, och familjen hyllhornsteklar. Arten är reproducerande i Sverige.